# Aepyornithiformes
Aepyornithidae · Aepyornithidés
Ordre
Famille
Genres de rang inférieur
- † genre Aepyornis
- † genre Mullerornis
- † genre Vorombe

L'ancien ordre des Aepyornithiformes regroupe la seule famille des Aepyornithidae ou Aepyornithidés ou « oiseaux-éléphants » (terme inventé par Marco Polo), qui comprend trois genres : † Aepyornis, † Vorombe et † Mullerornis. Toutes les espèces de cet ordre sont aujourd'hui éteintes. Deux d'entre elles (Aepyornis maximus et Aepyornis medius) peuvent avoir survécu jusqu'après l'an 1500 et être à l'origine de la légende du Rokh. Les dénominations malgaches voronpetra (« oiseau ») ou vorombe (« paon ») ont parfois été improprement employées pour désigner les restes Aepyornis. L'étymologie d’Aepyornis provient  du  (grec ancien : αἰπύς  / aipus) « immense » et du (grec ancien : ὄρνις / ornis) « oiseau »).

## Présentation

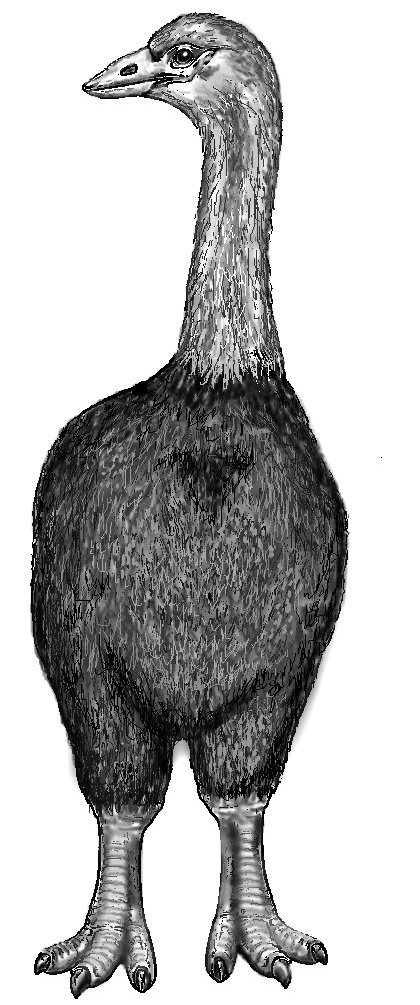
Aepyornis maximus.

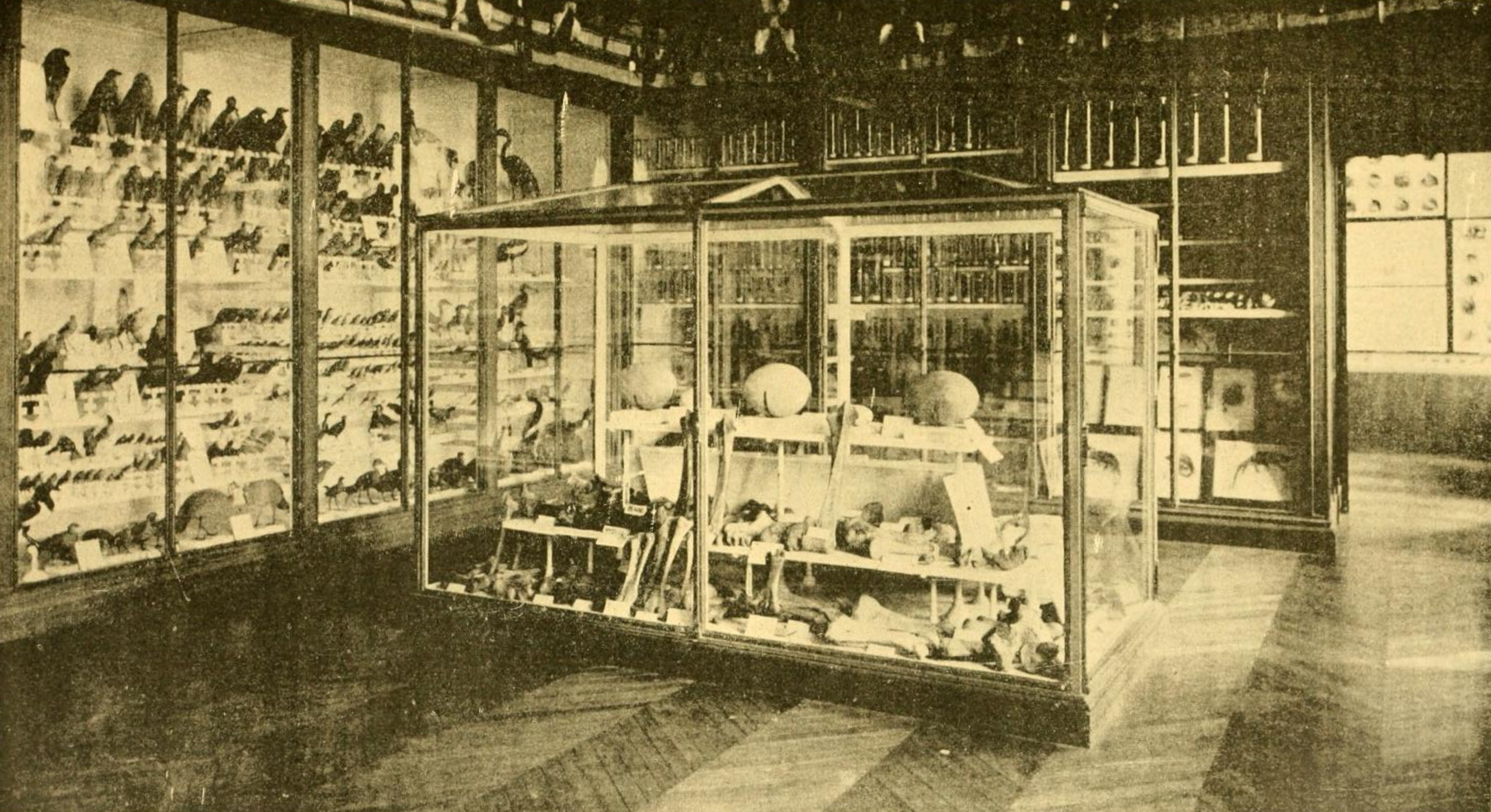
Œufs d’Aepyornis maximus rapportés de Madagascar, exposés en 1895 dans la galerie de Paléontologie et d'Anatomie comparée du Muséum national d'histoire naturelle.

Taille d'Aepyornis maximus (au centre, en violet) comparée à un humain, une autruche (deuxième à partir de la droite en marron, et certains dinosaures théropodes non-aviens). L'espacement de la grille est de 1.0 m.

Les Aepyornithidés, qui vivaient exclusivement à Madagascar, comptaient dans leurs rangs l'un des oiseaux les plus grands et les plus massifs du monde puisqu'il mesurait plus de trois mètres de haut (au même titre que le Moa géant de l'île du Sud de Nouvelle-Zélande et le Pachystruthio dmanisensis de Géorgie) et pesait près d'une demi-tonne, le Vorombe titan.
La National Geographic Society de Washington possède un œuf intact d’Aepyornis, contenant un squelette d'un oisillon non éclos.
Plus que la chasse, la culture sur brûlis et la déforestation de l'île ont probablement contribué à l'extinction de ces oiseaux.

## Liste des genres et des espèces

### Aepyornis
- Aepyornis gracilis Monnier, 1913
- Aepyornis hildebrandti Burckhardt, 1893
- Aepyornis maximus Geoffroy-Saint Hilaire, 1851
- Aepyornis medius Milne-Edwards & Grandidier, 1866

### Mullerornis
- Mullerornis betsilei Milne-Edwards & Grandidier, 1894
- Mullerornis agilis Milne-Edwards & Grandidier, 1894
- Mullerornis rudis Milne-Edwards & Grandidier, 1894

### Vorombe
- Vorombe titan, 2018